# Via Panisperna
Via Panisperna är en gata i Rom som börjar vid korsningen mellan Via Urbana och Via di Santa Maria Maggiore och är rent fysiskt en fortsättning på den sistnämnda gatan. Via Panisperna slutar vid Largo Magnanapoli. Gatan är i Italien känd för "Ragazzi di via Panisperna" (Pojkarna på via Panisperna), vilket syftar på en grupp fysiker, bland dem Enrico Fermi och Bruno Pontecorvo som hade sina lokaler där på 1930-talet.